# Brace matching
Il brace matching, o bracket matching (letteralmente "corrispondenza di parentesi"), è uno strumento di syntax highlighting offerto da alcuni editor di testo e ambienti di sviluppo integrato che consiste nell'evidenziare le coppie di parentesi (quadre, graffe o tonde), la cui perfetta corrispondenza è necessaria in gran parte dei linguaggi di programmazione. Lo scopo è quello di aiutare il programmatore a navigare più facilmente attraverso il codice e di scovare eventuali mancate (o imprecise) corrispondenze fra parentesi aperte e chiuse, le quali potrebbero causare errori di compilazione o malfunzionamenti.
Spesso questa funzionalità viene estesa alle parentesi angolate (utilizzate per i tag SGML) e alle virgolette (utilizzate per marcare le stringhe).

## Esempio
Nell'esempio seguente, l'utente ha appena digitato la parentesi graffa chiusa '}' chiudendo un determinato blocco di codice. Tale parentesi e quella corrispondente vengono entrambe evidenziate:
```
for (int i = 0; i < 10; i++)

{

    System.out.println(i);

}
│
```